# Калинівка (Березанська селищна громада)
Кали́нівка (МФА: [kɐˈɫɪɲiu̯kɐ] ( прослухати)) (раніше — Кімівка) — село в Україні, у Березанській селищній громаді Миколаївського району Миколаївської області. Населення становить 1033 особи.

## Населення

### Мова
Розподіл населення за рідною мовою за даними перепису 2001 року:
| Мова            | Кількість | Відсоток |
| --------------- | --------- | -------- |
| українська      | 926       | 89.64%   |
| російська       | 80        | 7.74%    |
| румунська       | 21        | 2.03%    |
| білоруська      | 1         | 0.10%    |
| вірменська      | 1         | 0.10%    |
| інші/не вказали | 4         | 0.39%    |
| Усього          | 1033      | 100%     |